# گولووچینو
گولووچینو (انگلیسی: Golovchino) یک شهرک در بخش گرایفسکی استان بلگورود کشور روسیه است.